# Regierung Dupong-Schaus

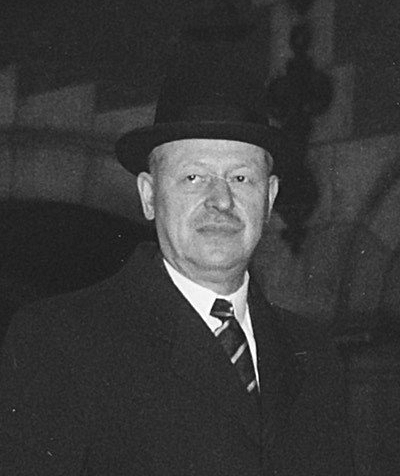
Pierre Dupong war zwischen 1937 und 1953 Premierminister von Luxemburg.

Die Regierung Dupong-Schaus (Alternativname: Regierung Dupong-Schaus I beziehungsweise Regierung Dupong VI) wurde in Luxemburg von Premierminister Pierre Dupong von der Chrëschtlech Sozial Vollekspartei (CSV) am 1. März 1947 gebildet. Der Regierung gehörten Vertreter der Chrëschtlech Sozial Vollekspartei (CSV) sowie der Groupement Démocratique (GD) an. Sie löste die Regierung vun der Nationaler Unioun ab und blieb bis zur Ablösung durch die Regierung Dupong-Schaus II am 14. Juli 1948 im Amt. 

## Minister
Der Regierung gehörten folgende Minister an:
| Amt                                                    | Amtsinhaber      | Partei | Beginn der Amtszeit | Ende der Amtszeit |
| ------------------------------------------------------ | ---------------- | ------ | ------------------- | ----------------- |
| Premierminister, Finanzminister                        | Pierre Dupong    | CSV    | 1. März 1947        | 14. Juli 1948     |
| Minister für Arbeit, soziale Wohlfahrt und Bergbau     | Pierre Dupong    | CSV    | 1. März 1947        | 14. Juli 1948     |
| Außenminister und Außenhandelsminister                 | Joseph Bech      | CSV    | 1. März 1947        | 14. Juli 1948     |
| Bildungsminister und Landwirtschaftsminister           | Nicolas Margue   | CSV    | 1. März 1947        | 14. Juli 1948     |
| Justizminister und Innenminister                       | Eugène Schaus    | GD     | 1. März 1947        | 14. Juli 1948     |
| Wirtschaftsminister und Verteidigungsminister          | Lambert Schaus   | CSV    | 1. März 1947        | 14. Juli 1948     |
| Minister für Volksgesundheit und Kriegsschäden         | Alphonse Osch    | GD     | 1. März 1947        | 14. Juli 1948     |
| Minister für öffentliche Arbeiten und Verkehrsminister | Robert Schaffner | GD     | 1. März 1947        | 14. Juli 1948     |